# Kidland
Kidland – wieś w Anglii, w hrabstwie Northumberland. Leży 59 km na północny zachód od miasta Newcastle upon Tyne i 453 km na północ od Londynu.